# Donja Selnica
Donja Selnica is een plaats in de gemeente Zlatar in de Kroatische provincie Krapina-Zagorje. De plaats telt 241 inwoners (2001).